# Bellevue Teatret
Bellevue Teatret er et teater på Strandvejen i Klampenborg nord for København.
Teatret er tegnet af Arne Jacobsen i funktionalistisk stil og er ud over at være et af hans hovedværker samtidig et af de fornemste eksempler på Bauhaus-arkitektur herhjemme. Bygningen blev fredet af Kulturarvsstyrelsen i 1988. En større istandsættelse blev gennemført i perioden maj 2001 til maj 2002. 
Bellevue Teatret blev indviet i juni 1936 som et sommerteater, hvilket ses ved det blå- og hvid-stribede lærred på væggene, ligesom scene og balkoner er beklædt med bambus. Taget over teatersalen kan skydes til side.  
Allerede efter et par sæsoner måtte teatret lukke, og bygningen fungerede som bl.a. biograf frem til 1980, hvor Jes Kølpin genåbnede stedet som teater- og filmhus. 
Siden 1981 har Bellevue atter haft teater på programmet, og i 1989 blev biograferne nedlagt og lagt sammen med teatersalen, der siden har haft plads til ca. 740 gæster. I perioden 1980-1990 og siden 1995 har Bellevue Teatret haft status af egnsteater i Gentofte Kommune.  
Repertoiret har de senere år været præget af moderne opsætninger med musikalsk indhold, særligt musicals, samt nyere dansk dramatik og satireshows med eksempelvis Rytteriet. Teatret opsætter næsten udelukkende egne produktioner. 
Ud over teaterforestillinger er teatret vært og medproducent for en sommerballet, som hvert år skabes af balletkompagniet Copenhagen International Ballet under ledelse af Alexander Kølpin.